# Кузнецов, Станислав Павлович
Станислав Павлович Кузнецов (6 мая 1937, Москва — 15 мая 2002, Сычёво) — советский футболист, защитник.
Воспитанник московской ФШМ. В 1955 году сыграл за команду один матч в Кубке СССР. В 1956 году в составе команды «Крылья Советов» Куйбышев вышел в класс «А», где в следующем году провёл 12 игр. Впоследствии выступал только за дубль и в 1959 году перешёл в «Труд» Рязань. В 1963 году перешёл в московское «Торпедо» и до конца сезона сыграл 11 матчей в чемпионате. В следующем году провёл одну игру и в 1965 перешёл в «Шахтёр» Караганда. Завершил карьеру в 1969 году в «Строителе» Темиртау. В 1971 году работал тренером в «Шахтёре».
Играл за хоккейные команды «Крылья Советов» Москва (1959/60), «Красное Знамя» — «Рязсельмаш» Рязань (1960/61 — 1962/63, чемпионат РСФСР), «Строитель» Караганда (1968/69)